# 黑桑
黑桑（学名：Morus nigra）为桑科桑属的植物。起源於亞美尼亞高原，分布在亚洲以及中国大陆的新疆等地，目前已由人工引种栽培。
其种加词“nigra”意为“黑色的，暗色的”。

## 异名
- Morus atrata Raf.
- Morus cretica Raf.
- Morus laciniata Mill.
- Morus petiolaris Raf.
- Morus scabra Moretti
- Morus siciliana Mill.

## 图片

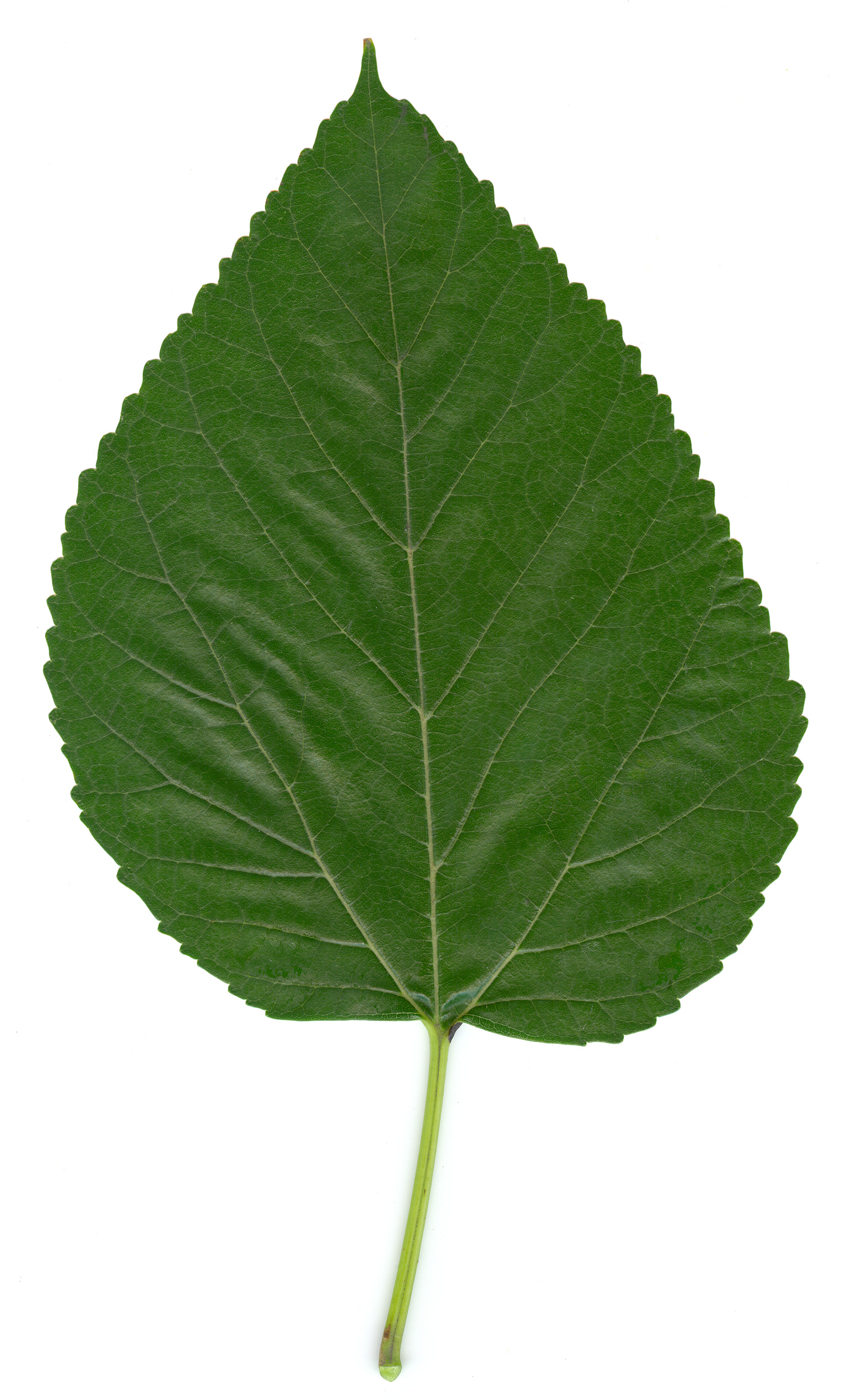
葉
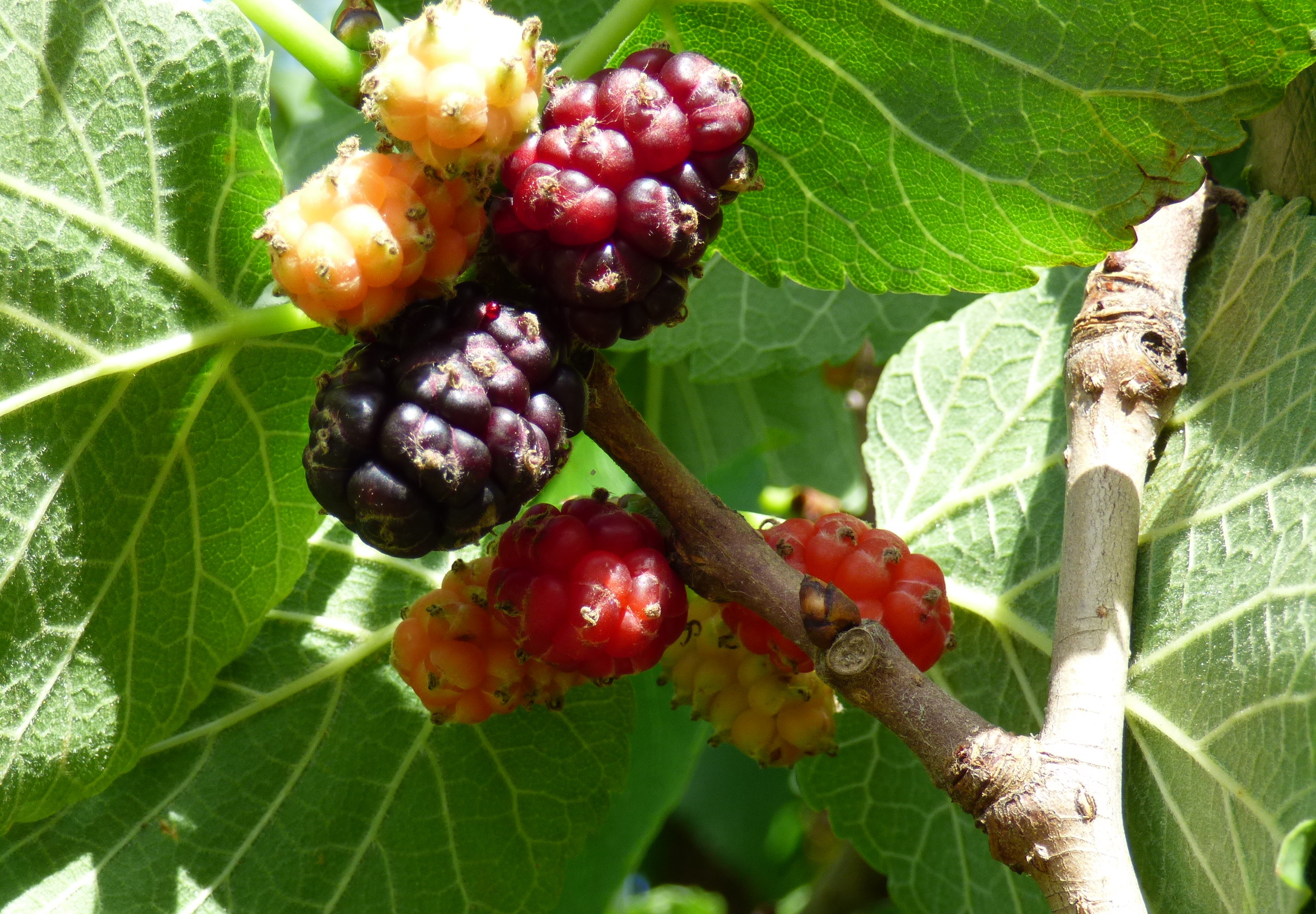
黑桑成熟的果实和树叶。
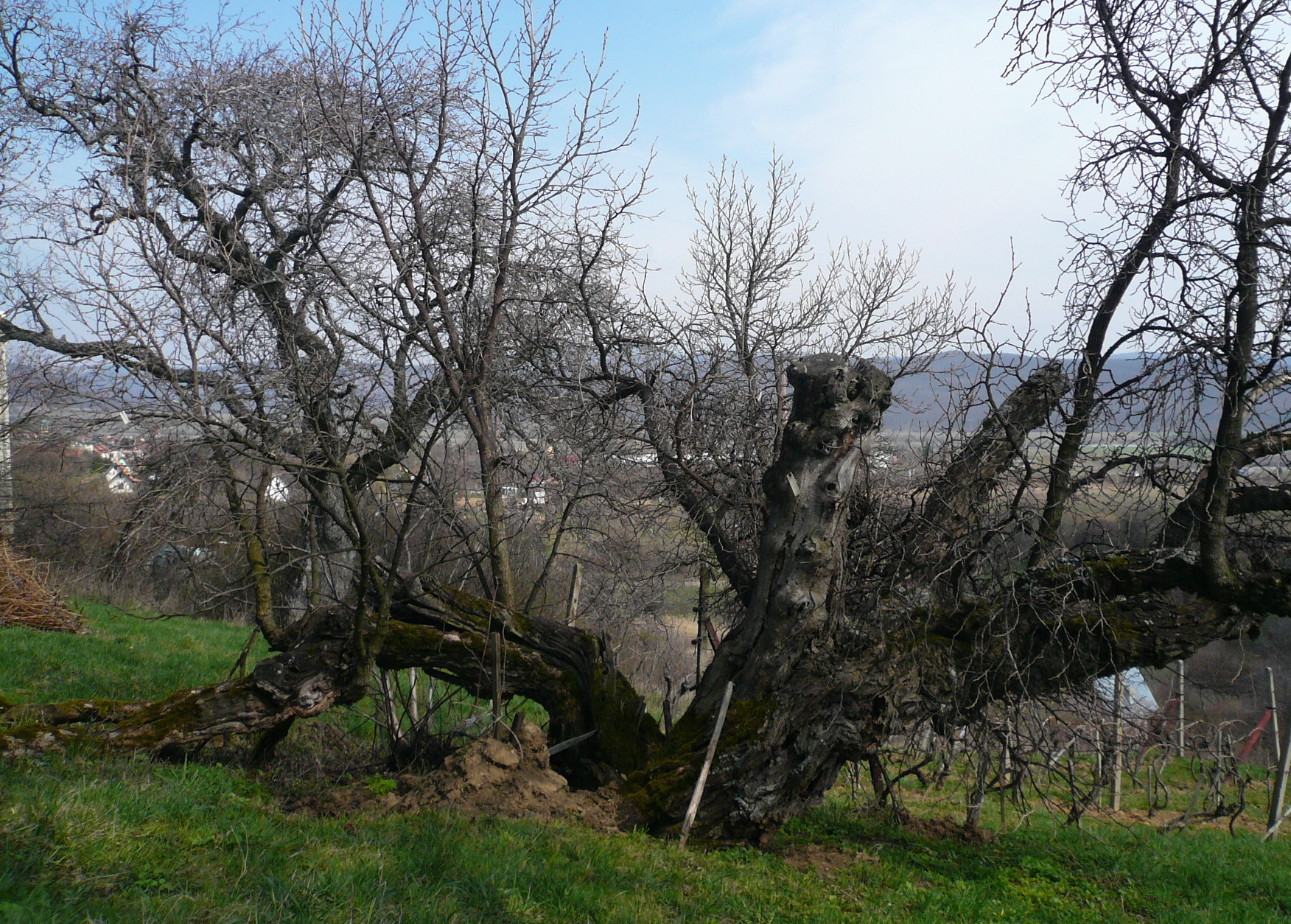
一棵几百年的黑桑树。
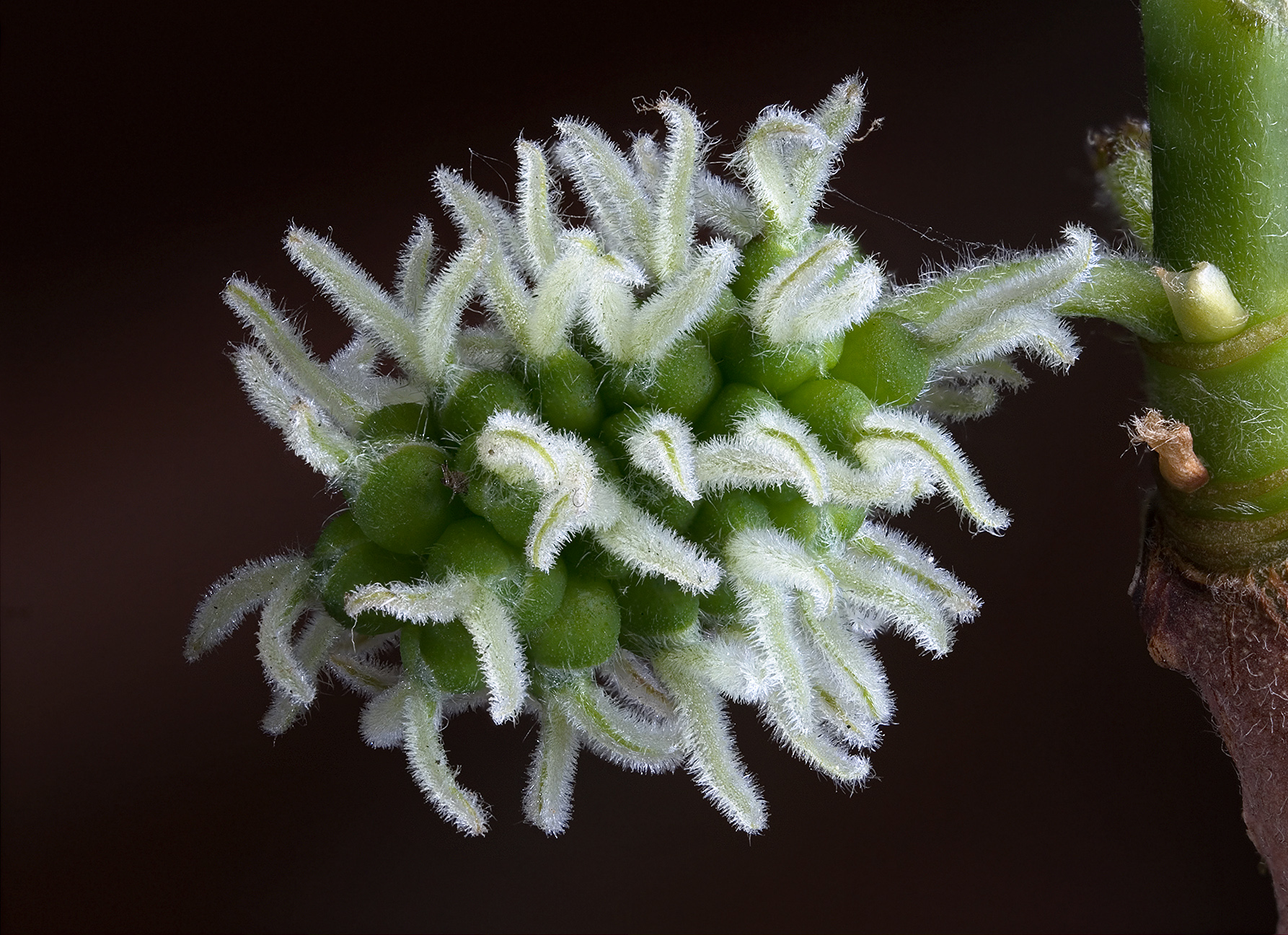
雌花。
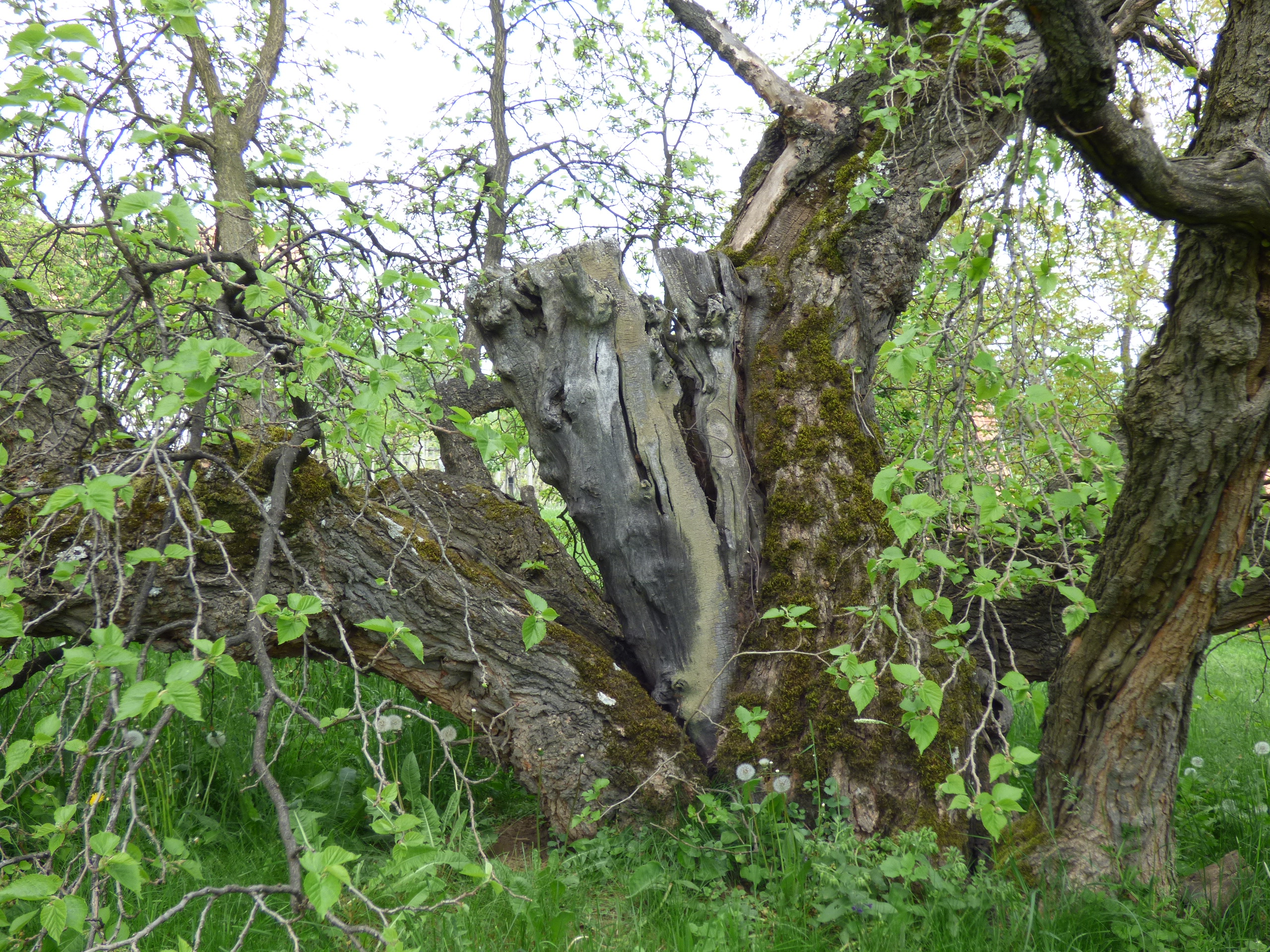
一个在春天的老黑桑树。
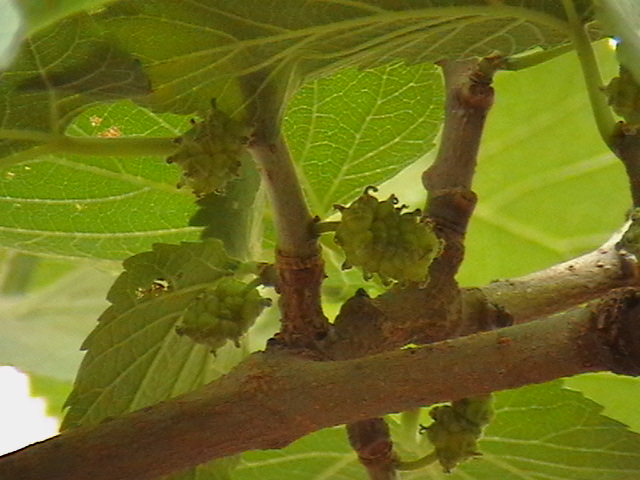
未成熟的shahtoot (伊朗)。
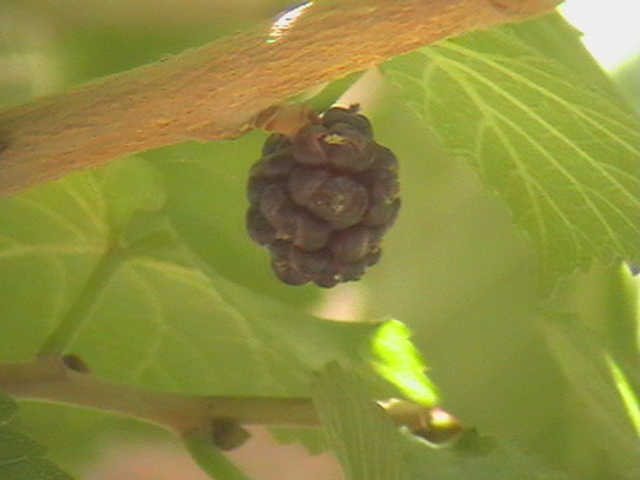
成熟的shahtoot 。
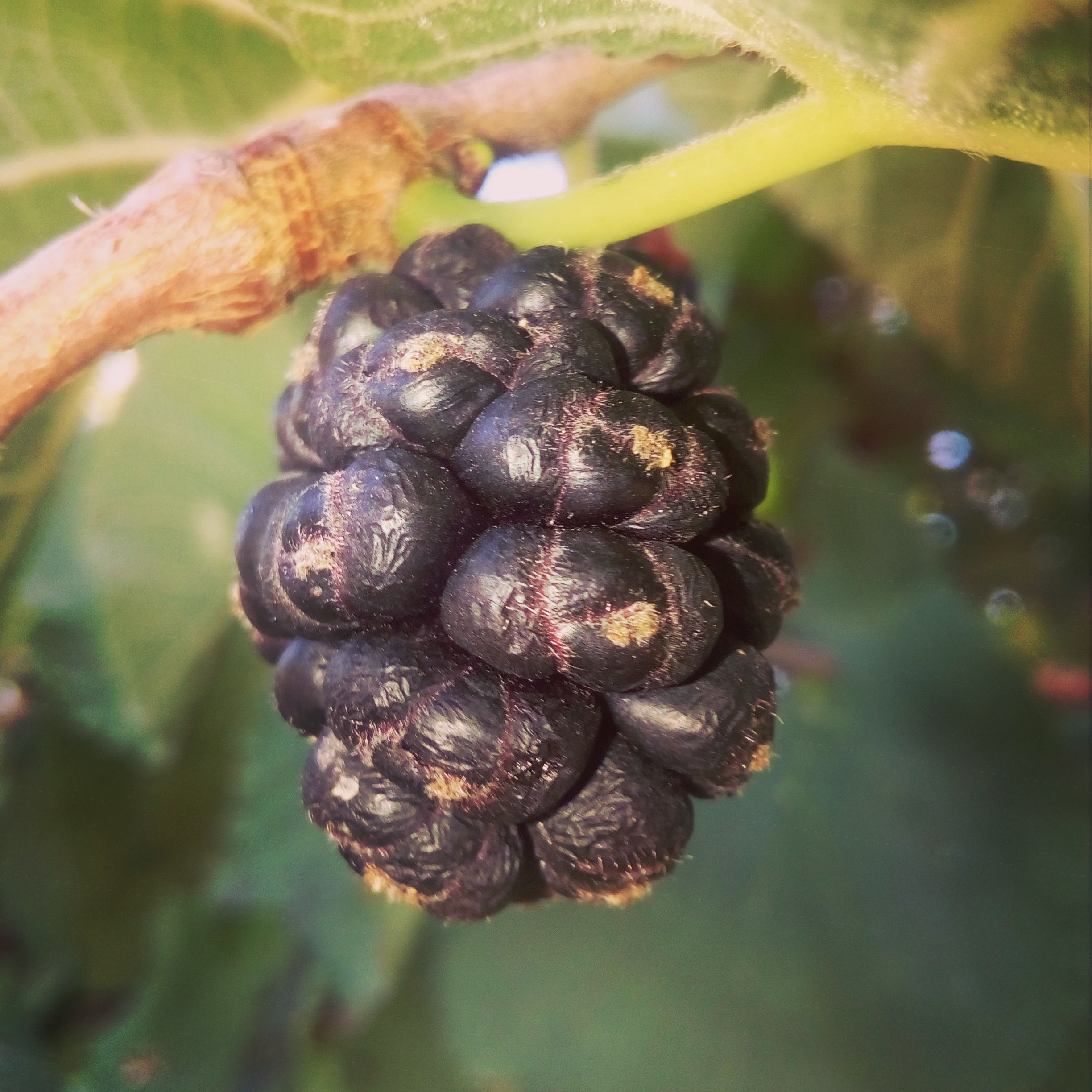
阿尔及利亚的黑桑。
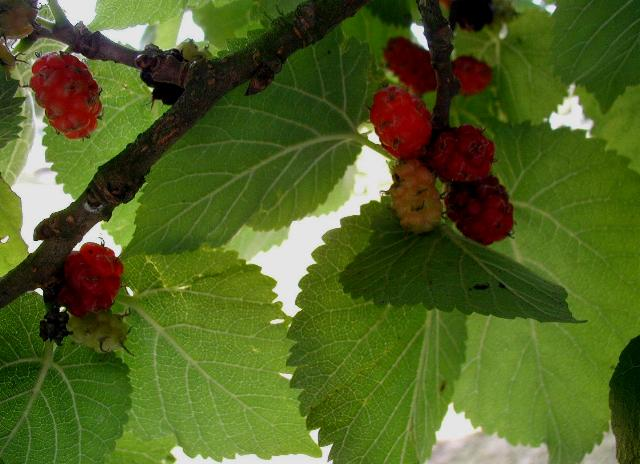
果實與簇葉